# Земо Марги
Земо Марги (груз. ზედა მარღი) — село в Грузії.
За даними перепису населення 2014 року в селі проживає 50 осіб.